# Aphareus furca
Aphareus furca és una espècie de peix de la família dels lutjànids i de l'ordre dels perciformes.

## Morfologia
- Els mascles poden assolir 70 cm de longitud total i 906 g de pes.[4][5][6]

## Alimentació
Menja principalment peixos, tot i que els crustacis també formen part de la seua dieta.

## Hàbitat
És un peix marí de clima tropical i associat als esculls de corall que viu entre 1-122 m de fondària.

## Distribució geogràfica
Es troba des de l'Àfrica oriental fins a les Hawaii, el sud del Japó i Austràlia.

## Ús comercial
Es comercialitza fresc.